# 11 novembre dans les chemins de fer
11 octobre 11 décembre
Chronologies thématiques
- Croisades
- Sports
- Disney

Cette page concerne les événements qui se sont déroulés un 11 novembre dans les chemins de fer.

## Événements

### XXesiècle
- 1900 : en France, dans le département de la Seine, à Choisy-le-Roi, le tamponnement du train No 9, qui assure la liaison Paris-Austerlitz-Nantes à l'arrière du train omnibus No 215 qui manœuvre pour dégager la voie principale, fait huit morts et seize blessés, dont cinq grièvement[1].
- 1910 : en France, ouverture de la station Pont de Flandre (aujourd'hui Corentin Cariou) de la ligne 7 du métro de Paris.